# Louis-Joseph Grélet
Louis-Joseph Grélet (Vallans, 1870 – 25 gennaio 1945) è stato un presbitero e micologo francese.

## Biografia
Proveniente da una famiglia di viticoltori, frequentò il collegio Saint-Hilaire di Niort e poi a Poitiers. Si dedicò al sacerdozio, ma al contempo si dedicò all'insegnamento della matematica.
Nel 1895 diventò vicario della chiesa di St-Jean-Baptiste a Châtellerault (Vienne). Nominato capo della parrocchia, lasciò l'insegnamento che riprese ad esercitare nel 1897.
Nel 1893 entrò a far parte della Società Botanica di Deux-Sèvres, ed incominciò a raccogliere e catalogare fanerogame partecipando alle escursioni organizzate dalla Società Botanica nel dipartimento di Deux-Sèvres, di Vienne e nei dipartimenti vicini.
Successivamente Grélet abbandonò le fanerogame per dedicarsi ai funghi. Raccolse, infatti, l'invito di collaborazione della Società Botanica di Deux-Sèvres pubblicando nel 1900 un Manuel du Mycologue amateur ou les champignons comestibles du Haut-Poitou ("Manuale del micologo dilettante sui funghi commestibili di Haut-Poitou"), piccola libro divulgativo.
Nel 1901 fu nominato parroco di Savigné, una piccola città nel circondario di Vienne e iniziò ad indirizzare i suoi studi verso i funghi Discomycetes, fino a quel momento poco studiati dai micologi; l'unico esperto nel campo in Francia, suo contemporaneo, era Jean Louis Émile Boudier (1828-1920), con il quale mantenne una fitta corrispondenza ecollaborazione.
Nel 1912 Grélet diventò membro della Société mycologique de France e nel 1927 ne fu nominato vicepresidente. Oltre che con Boudier, collaborò con André de Crozals (1861 - 1932) , micologo di Tolone, insieme al quale pubblicò articoli sui Discomycetes e a Marcelle Le Gal (1895-1979), che diventò uno tra i suoi corrispondenti più fedeli.
Alla morte di Boudier, Grélet si impegnò a proseguire il lavoro di raccolta e catalogazione per quasi 13 anni ed iniziò a pubblicare i risultati nel 1932 nel Bollettino della Società Botanica del Centro-Ovest che aveva rimpiazzato il Bollettino della Società Botanica di Deux-Sèvres con una rivista annuale. La seconda guerra mondiale interruppe la pubblicazione del lavoro di Grélet, che riprese postuma sulla rivista Revue de Mycologie di R.-J. Heim (1900-1979) fino al 1959.
Nel 1941, l'abate Grelet fu nominato canonico onorario dal vescovo di Poitiers e pochi anni dopo morì all'età di 75 anni.
Il suo erbario è conservato al Muséum national d'histoire naturelle di Parigi.

## Pubblicazioni
- Grelet, L.J., Manuel du mycologue amateur ou les champignons comestibles du Haut-Poitou, H. Boulord, 1900,  p. 190.
- Grélet, L.J. (1926). Discomycètes nouveaux (2ª série). Bulletin Trimestriel de la Société Mycologique de France 42: 203207.
- Grélet, L.J. (1942). Les discomycètes de France d'après la classification de Boudier. Neuvième fascicule. Rev. Mycol. 7: 326, 3 figs.
- Grélet, L.J. (1943). Les discomycètes de France d'après la classification de Boudier. Dixième fascicule. Rev. Mycol. 8: 325, 2 figs.
- Grélet, L.J. (1944). Les discomycètes de France d'après la classification de Boudier. Onzième fascicule. Rev. Mycol. 9: 1435, 1 fig.
- Grélet, L.J. (1944). Les discomycètes de France d'après la classification de Boudier. XII. Rev. Mycologie 9: 7899, 2 figs.
- Grélet, L.J. (1945, publ. 1946). Les discomycètes de France d'après la classification de Boudier. XIII. Rev. Mycologie 10: 96116, 1 fig.
- Grélet, L.J. (1946). Les discomycètes de France d'après la classification de Boudier. XIV. Rev. Mycologie 11: 89106.
- Grélet, L.J. (1947). Les discomycètes de France d'après la classification de Boudier. XVI. Rev. Mycologie 12: 4568.
- Grélet, L.J. (1947). Les discomycètes de France d'après la classification de Boudier. XV. Revue de Mycologie 12 (1): 2436, 2 figs.
- Grélet, L.J. (1948). Les discomycètes de France d'après la classification de Boudier. XVII. Revue de Mycologie 13 (1): 3056.
- Grélet, L.J. (1948). Les discomycètes de France d'après la classification de Boudier. XVIII. Revue de Mycologie 13: 105134.
- Grélet, L.J. (1949). Les discomycètes de France d'après la classification de Boudier. XIX. Revue de Mycologie 14 (1): 2657.
- Grélet, L.J. (1950). Les discomycètes de France d'après la classification de Boudier. XX. Rev. Mycologie 15: 2958.
- Grélet, L.J. (1951). Les discomycètes de France d'après la classification de Boudier. XXI. Revue de Mycologie 16: 1126.
- Grélet, L.J. (1951). Les discomycètes de France d'après la classification de Boudier. XXII. Revue de Mycologie 16: 80100, 4 figs.
- Grélet, L.J. (1953). Les discomycètes de France d'après la classification de Boudier. XXIII. Rev. Mycol. Paris 18 (1): 2428.
- Grélet, L.J. (1953). Les discomycètes de France d'après la classification de Boudier. XXIV. Rev. Mycol. Paris 18 (3): 200220.
- Grélet, L.J. (1954). Les discomycètes de France d'après la classification de Boudier. XXV. Rev. Mycol. Paris 19: 138166.
- Grélet, L.J. (1956). Les discomycètes de France d'après la classification de Boudier. Rev. Mycol. Paris 21 (1): 1439, 3 figs.
- Grélet, L.J. (1956). Les discomycètes de France d'après la classification de Boudier. Vingtseptième fascicule. Rev. Mycol. Paris 21 (23): 146173, 2 figs.
- Grélet, L.J. (1957). Les discomycètes de France d'après la classification de Boudier. Vingthuitième fascicule. Rev. Mycol. Paris 22 (1): 2652, 2 figs.
- Grélet, L.J. (1957). Les discomycètes de France d'après la classification de Boudier. Vingtneuvième fascicule. Rev. Mycol. Paris 22 (2): 166182, 3 figs.
- Grélet, L.J. (1959). Les Discomycètes de France d'après la classification de Boudier (Trentième fascicule). Revue de Mycologie 24 (2): 8192.